# Epistrophy
Epistrophy est un standard de jazz composé par Thelonious Monk et Kenny Clarke.

## Historique
Epistrophy est l'une des plus anciennes compositions de Monk, probablement datée de 1941,. Ce morceau a eu plusieurs noms : Fly Right ou Fly Rite pour Clarke, Iambic Pentameter (« Pentamètre iambique ») ou The Theme. Une épistrophe est une figure de style consistant en la répétition d'un mot ou d'un groupe de mots à la fin de plusieurs phrases.
Sous le nom de The Theme, le morceau est utilisé autour de 1941 pour ouvrir et clore les sets au Minton’s House, un club de Harlem où se retrouve la jeune génération qui est en train d'inventer le bebop et où Monk est le pianiste maison,,.
La période de la naissance du bebop est mal documentée, à cause d'une grève des musiciens qui a arrêté les enregistrements entre 1942 et 1944. C'est Cootie Williams, un musicien issu de l'ère swing, qui fait le premier enregistrement d'Epistrophy sous le titre Fly Right le 1er avril 1942. Kenny Clarke enregistre sa version le 5 septembre 1946. Monk l'enregistre pour la première fois le 2 juillet 1948 pour Genius of Modern Music: Vol. 1  (session plus tard republiée sur Wizard of the Vibes (en)).
Giacomo Gates a ajouté des paroles au morceau et l'a enregistré sous un nom donné par Kenny Clarke, Fly Rite.

## Analyse
Epistrophy est un morceau particulièrement difficile, avec des accords de dominante parallèles se déplaçant par demi-tons conjoints,, dans une approche très chromatique. Ce genre d'invention harmonique fait de Monk un des pères du bebop.
La section A1 consiste en deux phrases de quatre mesures, la première fois sur un vamp Ré7/Ré7 puis sur Mi7/Mi7. La section A2 reprend cette structure, mais en inversant l'ordre des deux phrases (Mi7/Mi7 puis Ré7/Ré7). Après le pont, la reprise du A utilise la première structure.

## Versions notables
Monk a beaucoup enregistré ce morceau :
- 1951 : Genius of Modern Music: Vol. 1
- 1957 : Monk's Music
- 1958 : Thelonious in Action
- 1960 : Thelonious Monk at the Blackhawk (en)
- 1961 : Thelonious Monk with John Coltrane
- 1963 : Thelonious Monk in Italy (en)
- 1963 : Big Band and Quartet in Concert (en)

De nombreux autres musiciens ont enregistré le morceau, :
- Barney Wilen sur Jazz sur Seine en 1958 (avec Kenny Clarke à la batterie)[11] ;
- Bud Powell sur The Lonely One… en 1959 ;
- Eric Dolphy sur Last Date en 1964 ;
- Steve Lacy sur Epistrophy en 1969 ;
- Paul Motian sur Monk in Motian en 1988 ;
- Mal Waldron sur Interpretations of Monk en 1994 ;
- Phil Woods et Franco d'Andrea sur Our Monk en 1994 ;
- Anthony Braxton sur Knitting Factory en 1995 ;
- Éric Löhrer sur Evidence en 1997 ;
- Kenny Drew, Jr. sur Remembrance en 2000 ;
- François Castiello sur Solo 1 en 2004 ;
- Ravi Coltrane sur Blending Times en 2009 ;
- Vijay Iyer sur Solo en 2010 ;
- Géraldine Laurent sur At Work en 2015 ;
- Joey Alexander sur Joey. Monk. Live! en 2017 ;
- Bill Frisell et Thomas Morgan sur Epistrophy en 2019.